# Sidiailles
Sidiailles ist eine französische Gemeinde mit 295 Einwohnern (Stand 1. Januar 2022) im Département Cher in der Region Centre-Val de Loire. Sie besitzt eine der ältesten Glocken Frankreichs, die 1239 gegossen wurde. Die Gemeinde gehört zum Kanton Châteaumeillant im Arrondissement Saint-Amand-Montrond.

## Geografie
Sidiailles liegt im Zentrum Frankreichs im Süden des Départements Cher, 61,5 Kilometer südwestlich von Bourges, dem Sitz der Präfektur des Départements und 10,9 Kilometer südöstlich vom Kantonshauptort Châteaumeillant auf einer mittleren Höhe von 300 Metern über dem Meeresspiegel. Die Ortschaft ist von den Nachbargemeinden Saint-Éloy-d’Allier, Saint-Saturnin, Saint-Palais und Culan umgeben. Das Gemeindegebiet hat eine Fläche von 31,96 Quadratkilometern.
Der Arnon fließt durch den See von Sidiailles, wo er sich mit seinem Nebenfluss, der Joyeuse vereinigt. Der Stausee von Sidiailles wurde 1977 angelegt. Er ist als Site Inscrit (Naturdenkmal) eingestuft. Das gesamte geschützte Gelände umfasst 775 Hektar, der See ist 90 Hektar groß. 230 Hektar des geschützten Gebiets befinden sich im Département Allier. Die hügelige Bocagelandschaft ist durch den Übergang von den Ebenen des Berry und den Bergen des Zentralmassivs gekennzeichnet.
Sidiailles ist einer Klimazone des Typs Cfb (nach Köppen und Geiger) zugeordnet: Warmgemäßigtes Regenklima (C), vollfeucht (f), wärmster Monat unter 22 °C, mindestens vier Monate über 10 °C (b). Es herrscht Seeklima mit gemäßigtem Sommer.

## Geschichte
Sidiailles war ein keltisches Oppidum, das in gallo-römischer Zeit (52 v. Chr. bis 486 n. Chr.) Secles Alias hieß. 1213 wird der Ortsname als Ceptalia urkundlich erwähnt, 1311 als Cydealia und 1423 als Cydialles.

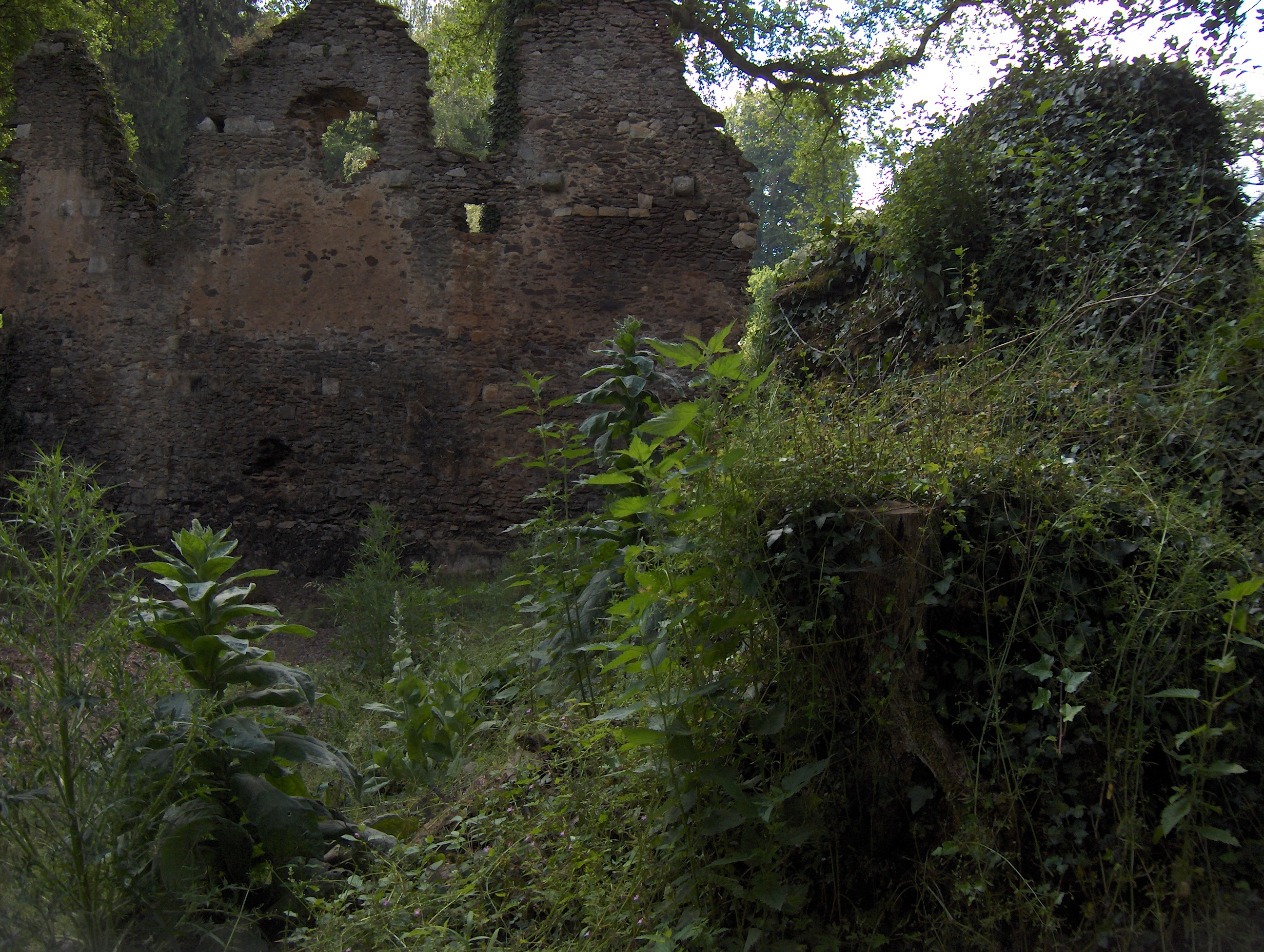
Ruine des Kreuzgangs des Klosters Les Pierres

Im 11. Jahrhundert unterstand Sidiailles den Seigneurs der Burg La Roche-Guillebaud, von der heute nur noch Ruinen auf dem Gemeindegebiet von Saint-Éloy-d’Allier geblieben sind. Im 12. Jahrhundert wurde am Zusammenfluss von Joyeuse und Arnon das Kloster Les Pierres gebaut. Es gab zu jener Zeit kein weltliches Lehen in Sidiailles, aber die Pfarrkirche Saint-Pierre-Saint-Paul unterstand dem Benediktinerkloster von Déols. Die Gerichtsbarkeit lag bei der Bailliage von Châteauroux. Im 16. Jahrhundert hatte die Ortschaft etwa 280 Einwohner. Und die Anzahl der Bewohner änderte sich bis zum 18. Jahrhundert nicht wesentlich. 1793 erhielt Sidiailles im Zuge der Französischen Revolution (1789–1799) und 1801 durch die Verwaltungsreform unter Napoleon Bonaparte (1769–1821) das Recht auf kommunale Selbstverwaltung.

### Bevölkerungsentwicklung
| Jahr                       | 1962 | 1968 | 1975 | 1982 | 1990 | 1999 | 2006 | 2016 |
| Einwohner                  | 607  | 584  | 563  | 467  | 375  | 331  | 313  | 304  |
| Quellen: Cassini und INSEE |      |      |      |      |      |      |      |      |

Da die Einwohnerzahl seit 1793 ständig angestiegen war, veranlasste der damalige Maire (Bürgermeister) von Sidiailles 1880 den Neubau der Kirche, den Bau einer neuen Mairie-Dorfschule und einer Ziegelei. Die alte Kirche aus dem 12. Jahrhundert wurde zerstört, die neue Kirche steht etwa 400 Meter weiter nordwestlich. Am meisten Einwohner hatte die Gemeinde 1906 (1205), danach begann die Einwohnerzahl zu sinken.

## Kultur und Sehenswürdigkeiten
Siehe auch: Liste der Monuments historiques in Sidiailles
Die alte Glocke ist 70 Zentimeter hoch und hat einen Durchmesser von 80 Zentimetern. Sie befindet sich im Glockenturm der neuen Kirche und ist aus Sicherheitsgründen nicht für die Öffentlichkeit zugänglich. Sie wurde aus der alten Kirche von Sidiailles in das neue neogotische Gebäude gebracht. Es ist unbekannt, ob sie für die Kirche von Sidiailles gegossen wurde. Es erscheint aber unwahrscheinlich, da die Ortschaft während des Mittelalters unbedeutend war. Wahrscheinlicher ist, dass sie aus dem Kloster Les Pierres stammt. Möglich ist auch, dass sie aus der Kapelle der Burg La Roche-Guillebaud stammt. Im Jahr 2000 wurde sie restauriert. Die Glocke ist als Monument historique (‚historisches Denkmal‘) klassifiziert. Die lateinische Inschrift auf der Glocke hat einen Bezug zum Leben der Heiligen Agatha von Catania, der Schutzpatronin der Glockengießer.
Der Friedhof von Sidiailles im lieu-dit (‚Ort der genannt wird..‘) La Porte liegt auf dem denkmalgeschützten Gebiet um den See.

## Wirtschaft
Durch den Bau des Stausees wurde der Tourismus in Sidiailles gefördert. Das Wassersportzentrum wird zum öffentlichen Baden und Schwimmen genutzt. Es gibt eine Segelschule und einen Kajakverleih.